# Горбовский сельский совет (Глобинский район)
Горбовский сельский совет (укр. Горбівська сільська рада) — входит в состав
Глобинского района
Полтавской области
Украины.
Административный центр сельского совета находится в 
с. Горбы.

## История
- 1920 — дата образования.

## Населённые пункты совета
- с. Горбы
- с. Белоусовка
- с. Сидоры